# Велики Памир
Велики Памир је широка травната долина у облику латиничног слова „У” или „памир” у источном делу Вахана, у североисточном Авганистану и суседном делу Таџикистана, у планинама Памира. Зоркулско језеро лежи на северном ободу Великог Памира.
Долина, дугачка 60 km,
ка северу омеђена је ланцом Јужни Аличур, а ка југу венцима Николас и Вахан.
Велики Памир користе вахански и киргиски сточари за летњу испашу.  Бочне долине Великог Памира насељене су популацијама „Марко Поло” оваца, снежног леопарда, козорога и мрког медведа.